# Magritte/Bester Hauptdarsteller

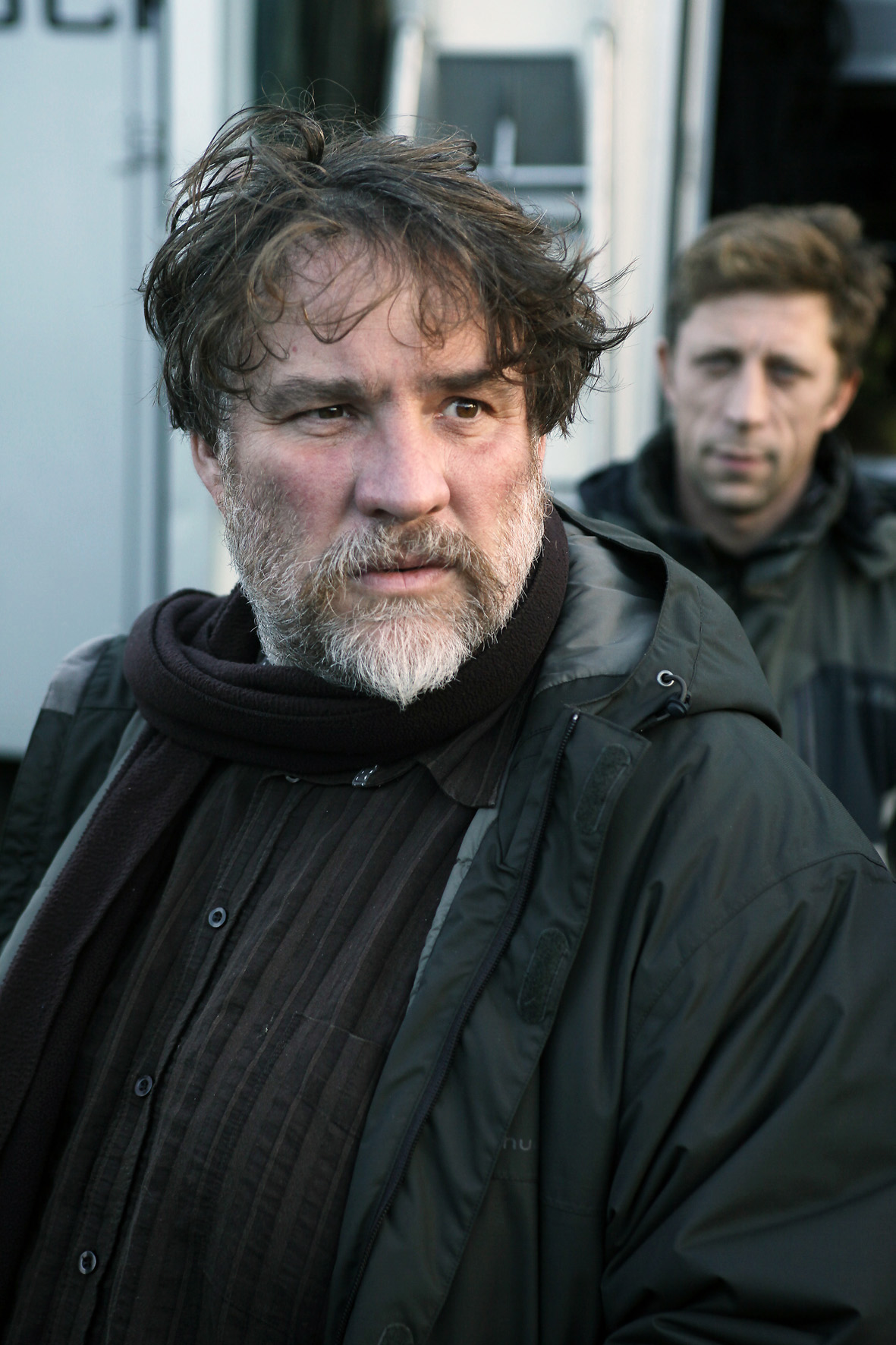
Der Preisträger von 2020 und 2023: Bouli Lanners (2010)

Gewinner und Nominierte des belgischen Filmpreises Magritte in der Kategorie Bester Hauptdarsteller (Meilleur acteur) seit der ersten Verleihung im Jahr 2011. Ausgezeichnet werden die besten Schauspieler einheimischer Filmproduktionen des vergangenen Kinojahres.
| Statistik                          | Name              | Anzahl | Jahr                                             |
| ---------------------------------- | ----------------- | ------ | ------------------------------------------------ |
| Häufigste Auszeichnungen           | Bouli Lanners     | 2      | 2020, 2023                                       |
| Häufigste Auszeichnungen           | Arieh Worthalter  | 2      | 2024, 2025                                       |
| Häufigste Nominierungen (* = Sieg) | Bouli Lanners     | 8      | 2015, 2016, 2017, 2020*, 2022, 2023*, 2024, 2025 |
| Häufigste Nominierungen (* = Sieg) | Benoît Poelvoorde | 8      | 2012, 2013, 2014*, 2015, 2019, 2020, 2023, 2025  |
| Häufigste Nominierungen ohne Sieg  | François Damiens  | 6      | 2014, 2015, 2016, 2017, 2018, 2019               |
| Häufigste Nominierungen ohne Sieg  | Jérémie Renier    | 6      | 2013, 2016, 2018, 2022, 2023, 2024               |

Die unten aufgeführten Filme werden mit ihrem deutschen Verleihtitel (sofern vorhanden) angegeben, danach folgt in Klammern in kursiver Schrift der Originaltitel. Davor steht der Name des Schauspielers.

## 2010er Jahre
2011
Jonathan Zaccaï – Privatunterricht (Élève libre)
- Mounir Ait Hamou – Les Barons
- Olivier Gourmet – Un ange à la mer
- Thierry Hancisse – La Régate

2012
Matthias Schoenaerts – Bullhead (Rundskop)
- Dominique Abel – Die Fee (La Fée)
- Benoît Poelvoorde – Die anonymen Romantiker (Les Émotifs anonymes)
- Jonathan Zaccaï – Vertraute Fremde (Quartier lointain)

2013
Olivier Gourmet – Der Aufsteiger (L’Exercice de l’État)
- Benoît Poelvoorde – Der Tag wird kommen (Le Grand soir)
- Jérémie Renier – My Way – Ein Leben für das Chanson  (Cloclo)
- Matthias Schoenaerts – Der Geschmack von Rost und Knochen (De rouille et d’os)

2014
Benoît Poelvoorde – Une place sur la terre
- François Damiens – Tango Libre (Tango libre)
- Jan Hammenecker – Tango Libre (Tango libre)
- Sam Louwyck – Die fünfte Jahreszeit (La Cinquième saison)

2015
Fabrizio Rongione – Zwei Tage, eine Nacht (Deux jours, une nuit)
- François Damiens – Je fais le mort
- Bouli Lanners – Treibsand (Lulu femme nue)
- Benoît Poelvoorde – Les Rayures du zèbre

2016
Wim Willaert – Ich bin tot, macht was draus! (Je suis mort mais j’ai des amis)
- François Damiens – Verstehen Sie die Béliers? (La Famille Bélier)
- Bouli Lanners – Alle Katzen sind grau (Tous les chats sont gris)
- Jérémie Renier – Ni le ciel ni la terre

2017
Jean-Jacques Rausin – Wenn ich es oft genug sage, wird es wahr! (Je me tue à le dire)
- Aboubakr Bensaihi – Black
- François Damiens – Les Cowboys
- Bouli Lanners – Das Ende ist erst der Anfang (Les Premiers les derniers)

2018
Peter Van Den Begin – King of the Belgians
- François Damiens – Eine bretonische Liebe (Ôtez-moi d’un doute)
- Jérémie Renier – Der andere Liebhaber (L’Amant double)
- Matthias Schoenaerts – Racer and the Jailbird (Le Fidèle)

2019
Victor Polster – Girl
- François Damiens – Dany – Eine Vater-Sohn-Beziehung (Mon ket)
- Olivier Gourmet – Tueurs
- Benoît Poelvoorde – Die Wache (Au poste!)

## 2020er Jahre
2020
Bouli Lanners – Euch zu lieben ist mein Leben (C’est ça l’amour)
- Kevin Janssens – De Patrick
- Benoît Poelvoorde – Ein Becken voller Männer (Le Grand bain)
- Marc Zinga – La Miséricorde de la jungle

2021
nicht vergeben

2022
Jean Le Peltier – Madly in Life (Une vie démente)
- Bouli Lanners – Cette musique ne joue pour personne
- Jérémie Renier – Slalom
- Arieh Worthalter – Für immer und ewig (Serre moi fort)

2023
Bouli Lanners – In der Nacht des 12. (La Nuit du 12)
- Aboubakr Bensaihi – Rebel
- Soufiane Chilah – Animals
- Benoît Poelvoorde – Eiskalter Engel (Inexorable)
- Jérémie Renier – L’ennemi

2024
Arieh Worthalter – Der Fall Goldman (Le Procès Goldman)
- Bouli Lanners – Un coup de maître
- Jérémie Renier – Ailleurs si j’y suis
- Marc Zinga – Omen (Augure)

2025
Arieh Worthalter – Chiennes de vie
- Bouli Lanners – Une affaire de principe
- Benoît Poelvoorde – L’Art d’être heureux
- Jean-Jacques Rausin – Chiennes de vie